# Алюмка
 Алюмка  — один з островів, що належать Російської Федерації в Тихому океані, розташований на вершині Анадирського лиману Берингового моря. Відноситься до території Анадирського району Чукотського автономного округу.
Знаходиться всього в 1,28 км від берега (Десятий причал селища Вугільні Копальні) і в 5,85 км від міста Анадир поблизу фарватерного ходу. Довжина острова складає 370 м, ширина — 80 м. Являє собою скелю, що підноситься над морем, і є останцем покривається горбами рівнини, яка як би відірвалася від довгої галькової коси Жилова Кішка. Острів добре видно здалеку і є орієнтиром для суден, тут встановлено навігаційний маяк.

## У чукотському фольклорі
Назва в перекладі з чукот. Ръэлюмкын (керек. Йалумкын) — «сплутані шматки».
Згідно з місцевими переказами, колись кочові чукчі після вдалого набігу на керекські стійбища йшли з великим стадом і видобутком у верхів'я річки Анадир, однак, щоб втекти від переслідувачів грабіжники були змушені відрізати і кинути сплутані оленячі упряжки ар'єргарду каравану, яка і створила невеликий острівець в морі.

## Орнітофауна
На скелястих берегах острова існують колонії морських птахів загальною чисельністю в кілька сотень пар, в колоніях гніздяться — беринговий баклан, великі білоголові чайки, моївка, кайри, іпатка і топорик.